# Lourdes Castrillo
Lourdes Castrillo y Yupangco de Brillantes (San Juan, Manila) es una prestigiosa y prolífica escritora filipina en lengua española. Es miembro de la Academia Filipina y ha sido catedrática de español en la Facultad de Letras de la Universidad de Filipinas.
Es una de las hispanistas filipinas contemporáneas más importantes, siendo destacable su interés y esfuerzo por mantener viva la lengua española en Filipinas, como refleja en muchos de sus textos, incluida la obra 80 Años del Premio Zobel, en la cual realiza una recopilación de la literatura filipina escrita en español y su época dorada. Ella misma obtuvo el Premio Zobel, primer concurso literario que existió en Filipinas y que reflejaba la belleza del español de esa parte de Asia. En la obra también se habla del clan familiar de los Zobel, especialmente de don Enrique Zobel, fundador de dicho galardón literario.
Ha escrito numerosos artículos en español, bajo el título "Crónica de Manila" para el periódico "The Manila Chronicle" y ha traducido al castellano varias obras actuales escritas en su país en inglés.

## Obra
- 2000. 80 Años del Premio Zobel[7][8][9]
- 2001. Versión inglesa del anterior.[10]
- 2009. Tesoro literario de Filipinas (con Salvador B. Malig y René Ángelo Prado)[11]

## Premios y reconocimientos
- 1998. Premio Zobel

## Traducciones importantes (selección)
Entre el gran número de traducciones que ha realizado puede señalarse la del libro La oveja de Nathán, de Antonio M. Abad, considerada una de las obras clásicas de la literatura hispanofilipina y cuya traducción al inglés (Nathan's Sheep) se publicó el año 2013